# ピリオドキューブ 〜鳥籠のアマデウス〜
『ピリオドキューブ 〜鳥籠のアマデウス〜』（ピリオドキューブ〜とりかごのアマデウス〜）は、オトメイトより2016年5月19日に発売されたPlayStation Vita用女性向け恋愛アドベンチャーゲーム。略称は「ピリキュー」。
ゲームの発売に先駆けて、キャラクターCDが6ヶ月連続リリースされた。

## 概要
オトメイトレコードレーベルから発売されたドラマCDシリーズの「ピリオドキューブ」をゲーム化した作品。オンラインRPGの世界に吸い込まれた主人公たちが崩壊する世界から脱出を図るアドベンチャーゲーム。
ドラマCD版をベースにしつつシナリオは書き下ろしとなっており、新キャラクターも登場する。
通常版の他に、設定資料集とドラマCD「極秘のアマデウス争奪戦」を同梱した限定版、PlayStation Storeからのダウンロード版が発売された。
週刊ファミ通のクロスレビューでは合計31点（40点満点）でシルバー殿堂入りした。

## 登場人物

### 主要人物
カズハ
声 - なし
本作の主人公。名前のみ変更可能。
『神剣になった少女』
勢力 - 不明。 種族 - 神剣。 職業 - 吟遊詩人。
本名 - 花宮かずは 。16歳。
行方不明になった兄を探すため幼馴染のヒロヤと一緒にオンラインゲームアルケイディアにログインし、予期せぬ不具合により神剣になり、悪魔と天使の両陣営に「手に入れるべき存在」として狙われるようになる。
ヒロヤ
声 - 岡本信彦
『嫉望(カワキ)を秘めた紅き獣』
勢力 - 悪魔。 種族 - 獣人。 職業 - 拳闘士。
本名 - 橘紘也(たちばな ひろや)。17歳。高校生。主人公の幼馴染。
ラディウス
声 - 前野智昭
『毒舌なる氷結(コオリ)の瞳』
勢力 - 悪魔。 種族 - 竜人。 職業 - 魔剣士。
魔剣グラキエス所持者。
本名 - 藍條玲(あいじょう れい)。 18歳。大学生兼モデル出身アイドル
リベラ
声 - 花江夏樹
『歪んだ病み小悪魔(インプ)』
勢力 - 悪魔。 種族 - 小悪魔。 職業 - 魔術師。
本名 - 結城琉久(ゆいき りく)。14歳。
アストラム
声 - 櫻井孝宏
『迫り来る傲慢の化身(アバター)』
勢力 - 天使。 種族 - 熾天使。 職業 - 聖騎士。
聖剣ルーメン所持者。
本名 - 麻生透(あそう とおる)。 21歳。大学生。通称透明くん。
ザイン
声 - 平川大輔
『純粋ゆえの狂気(ルナティック)NPC』
勢力 - NPC。 種族 - 人間。 職業 - 町人。
ポヨポヨ
声 - 鳥海浩輔
『謎の腹黒情報屋(マスコット)』
勢力 - 不明。 種族 - 不明。 職業 - 情報屋。
志貴
声 - 鳥海浩輔
『ポヨポヨの真の姿』
勢力 - 不明。 種族 - 不明。 職業 - 魔術師。
本名 - 花宮志貴(はなみや しき)。 21歳。大学生。
ディメント
声 - 梅原裕一郎
『漆黒の堕天使(イーグル)PK』
勢力 - なし。 種族 - 堕天使。 職業 - 暗殺者。
本名- 烏羽湊(からすば みなと)。 22歳。コンビニアルバイト。

### チームフォルテのメンバー
イラ
声 - 釘宮理恵
チームフォルテのリーダー
凶戦士
ヨークス
声 - 森久保祥太郎
賢者
ミセリア
声 - 花澤香菜
死霊使い
メルゴー
声 - 増田俊樹
魔槍士

### サブキャラ
ドミナ
声 - 斎藤千和
宿屋のマスター
アルス
声 - 白井悠介
ベテランクラフター
シレント
声 - 大塚明夫
天使新鋭団クラルスメンバー
アストラムの側近
謎の青年
声 - 石田彰

## 主題歌
オープニングテーマ「茨ノ楽園」
作詞 - 日山尚 / 作曲・編曲 - 尾澤拓実/ 歌 - Joelle
エンディングテーマ「光射す刻」
作詞 - 日山尚 / 作曲・編曲 - myu / 歌 - 結良まり

## スタッフ
- ディレクター：北野マコト
- イラストレーター：黒裄
- シナリオ：関涼子

## 関連商品
キャラクターCD
- ピリオドキューブ Quest1 ヒロヤ（2015年7月29日発売）
- ピリオドキューブ Quest2 ラディウス（2015年8月26日発売）
- ピリオドキューブ Quest3 リベラ（2015年9月30日発売）
- ピリオドキューブ Quest4 アストラム（2015年10月28日発売）
- ピリオドキューブ Quest5 ザイン（2015年11月25日発売）
- ピリオドキューブ Quest6 ポヨポヨ（2015年12月23日発売）

サウンドトラック
- ピリオドキューブ 〜鳥籠のアマデウス〜 オリジナルサウンドトラック（2016年6月1日発売）